# Волосовецька Дача (пам'ятка природи)
Волосове́цька Да́ча — ботанічна пам'ятка природи місцевого значення в Україні. Розташована в межах Хмельницького району Хмельницької області, неподалік від села Пархомівці. 
Площа 23,2 га. Статус надано згідно з рішенням Хмельницького облвиконкому від 11.06.1970 року, № 156-р. Перебуває у віданні ДП «Летичівський лісгосп» (Пархомівське л-во, кв. 5 діл.9). 
Статус надано з метою збереження високопродуктивного насадження дубів звичайних віком понад 100 років, заввишки 25 м, середнім діаметром 36 см.